# Nojals-et-Clotte
Nojals-et-Clotte (en occitano Nojals e Clòtas) era una comuna francesa situada en el departamento de Dordoña, de la región de Nueva Aquitania, que el 1 de enero de 2016 pasó a ser una comuna delegada de la comuna nueva de Beaumontois-en-Périgord al fusionarse con las comunas de Beaumont-du-Périgord, Labouquerie y Sainte-Sabine-Born.

## Demografía
| Gráfica de evolución demográfica de Nojals-et-Clotte entre 1800 y 2013 |
|                                                                        |

Los datos demográficos contemplados en este gráfico de la comuna de Nojals-et-Clotte se han cogido de 1800 a 1999 de la página francesa EHESS/Cassini, y los demás datos de la página del INSEE.